# Ярыженская (станция)
Ярыженская — железнодорожная станция Приволжской железной дороги в хуторе Куликовский в Новониколаевском районе Волгоградской области.
Через станцию проходят пассажирские поезда, останавливаются поезда дальнего следования направлением на Москву, Санкт-Петербург, Волгоград, Астрахань, Тверь, Липецк, Сочи, Краснодар, Махачкала, Баку, Худжанд, Душанбе, Ташкент, Рязань и другие. Также ходят пригородные поезда по направления на Волгоград I, Арчеда, Урюпино, Алексиково, Гумрак, Колоцкий, Иловля I. Станция не является конечным пунктом для дальнего и пригородного сообщения.

## Движение по станции
По графику 2021 года через станцию курсируют следующие поезда:
| Обращение пригородных поездов | Обращение пригородных поездов | Обращение пригородных поездов | Обращение пригородных поездов |
| № поезда                      | Маршрут движения              | № поезда                      | Маршрут движения              |
| ----------------------------- | ----------------------------- | ----------------------------- | ----------------------------- |
| 6517                          | Арчеда — Урюпино              | 6518                          | Урюпино — Арчеда              |
| 6817                          | Волгоград — Урюпино           | 6818                          | Урюпино — Волгоград           |